# Пикколомини, Оттавио
Оттавио Пикколомини, герцог Амальфи (итал. Ottavio Piccolomini; 11 ноября 1599, Флоренция — 11 августа 1656, Вена) — германский военачальник и дипломат итальянского происхождения, императорский фельдмаршал (1634), участник Тридцатилетней войны.

## Биография
Представитель итальянской семьи Пикколомини. Поступил на испанскую военную службу в Милане в 1616 году, с началом Тридцатилетней войны в 1618 году в составе испанского контингента в чине ротмистра направлен в Богемию в помощь императору Фердинанду II, позже сражался под началом Бюкуа против трансильванского князя Бетлена Габора (1621). 
В 1623 году сражался под командованием Караффы, в 1624 году участвовал в осаде Бреды в Нидерландах. Позже поступил в кирасирский полк Паппенгейма в чине подполковника, с 1627 года — капитан лейб-гвардии Валленштейна, в 1628–30 участвовал в войне за Мантуанское наследство под началом Коллальто. По возвращении в Германию способствовал возвращению Валленштейна на пост генералиссимуса, в 1632 сделан генерал-вахтмейстером (генерал-майором), сражался при Лютцене, получил 4 раны, с октября 1633 — генерал кавалерии, но вскоре разочаровался в Валленштейне. Когда тот направил Пикколомини занять Зальцбургские проходы, чтобы помешать испанским войскам прийти из Италии на помощь императору Фердинанду II, донес об этом в Вену. 1 февраля 1634 года получил патент фельдмаршала и стал затем главным орудием гибели Валленштейна (наряду с Галласом). После смерти генералиссимуса получил часть его имений, однако главнокомандующим императорской армией (генерал-лейтенантом) стал Галлас. 
Пикколомини участвовал в удачной для сторонников императора битве при Нердлингене 5–6 сентября 1634, затем во главе отдельного корпуса направился к Майну и занял с боем несколько городов, отметив свой путь рядом жестоких опустошений и пренебрежением интересов нейтральных князей.

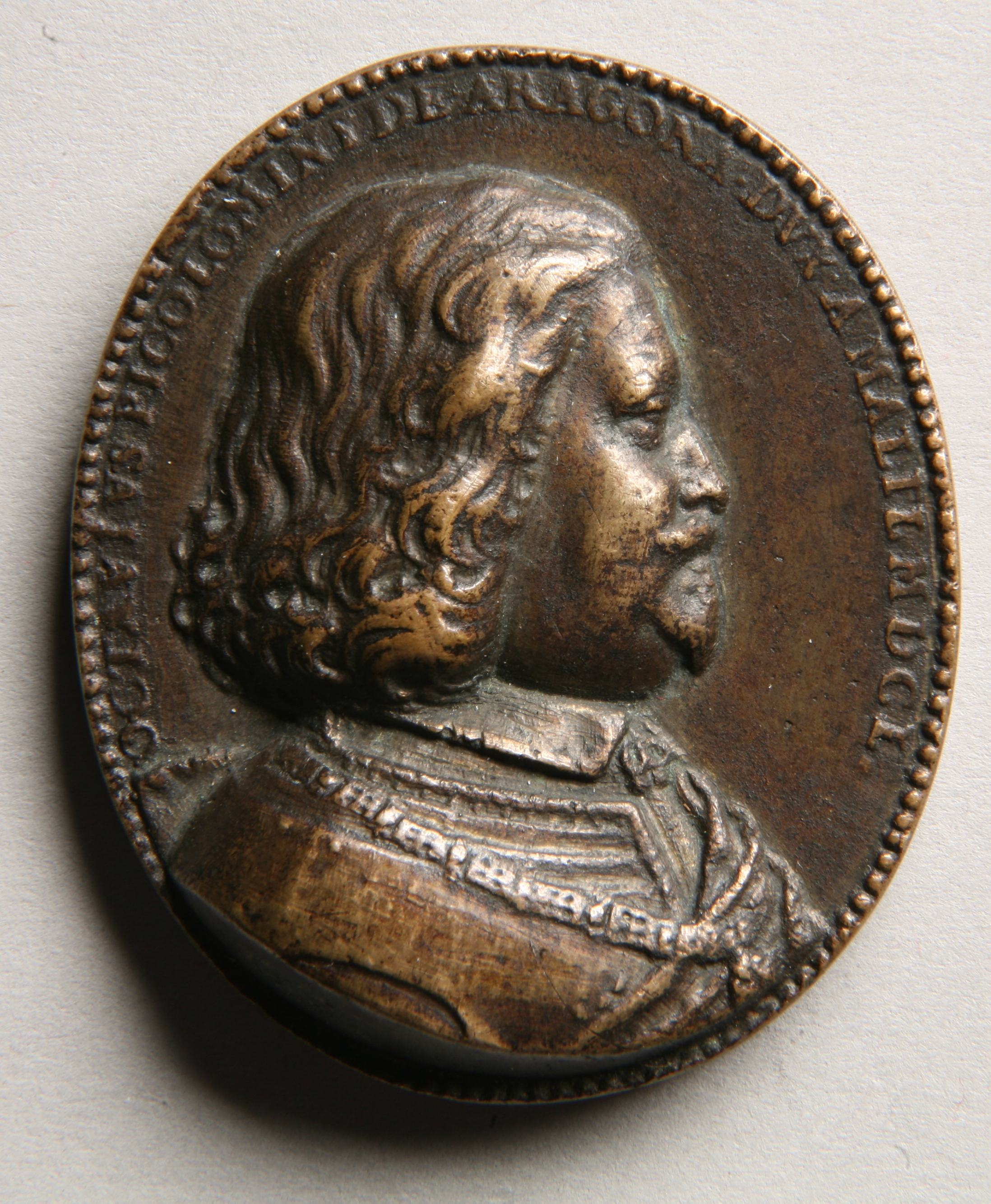
Профиль Пикколомини на медали

В 1635 году перешел на испанскую службу и действовал в Нидерландах против французов и голландцев, в 1638 году возведен в графское достоинство, 7 июня 1639 года нанес поражение французам при Тионвиле (при Диденхофене) и взял в плен маркиза Фекьера с пятитысячным обозом и артиллерией, получил от Филиппа IV титул герцога Амальфи (Amalfi).
После отстранения Галласа от главного командования в сентябре 1639 приглашен императором на службу в качестве помощника нового главнокомандующего эрцгерцога Леопольда Вильгельма. Действовал против шведского фельдмаршала Банера, однако ни разу дело не дошло до решительного сражения. В кампании 1642 года эрцгерцог Леопольд Вильгельм и Пикколомини были разбиты новым шведским главнокомандующим фельдмаршалом Торстенсоном при Брейтенфельде 23 октября и потеряли всю полевую армию. 
Вернувшись на службу испанского короля Филиппа IV в октябре 1643 года, назначен командующим в Испанских Нидерландах. В последний раз призван к командованию императорской армией, на этот раз в чине генерал-лейтенанта, после гибели Меландера фон Гольцапеля в мае 1648 года. По окончании войны в ноябре 1648 возглавил имперскую делегацию на переговорах в Нюрнберге и проявил немалое дипломатическое искусство при заключении Вестфальского мира.
В 1650 году император Фердинанд III возвел Пикколомини в потомственные имперские князья.
Остаток жизни провел в Вене.

## В культуре
Пикколомини стал персонажем пьес Фридриха Шиллера «Пикколомини» и «Смерть Валленштейна».